# Secret Weapons Over Normandy
Secret Weapons Over Normandy è un videogioco per PlayStation 2, Xbox e PC, sequel di Secret Weapons of the Luftwaffe uscito solo per PC, entrambi di Lucasarts, ambientato durante la seconda guerra mondiale.
Il protagonista James Chase è un americano volontario della RAF, più precisamente di una squadriglia d'élite nota come Battlehawk.
Durante la storia a si avra modo di rivivere le più grandi battaglie di quella guerra, da Dunkerque a Stalingrado fino allo Sbarco in Normandia, e impedire al Terzo Reich di mettere le mani sulla bomba atomica.
Nel gioco si potranno pilotare e collezionare numerosi velivoli.
La colonna sonora sinfonica del gioco è stata composta dal musicista Michael Giacchino, autore delle musiche della serie televisiva Lost e del film Star Trek ispirato alla omonima saga televisiva.

## Modalità di gioco
Il giocatore controlla James Chase, un volontario statunitense partito per combattere a fianco dei britannici agli inizi della guerra. Egli vola in uno squadrone speciale conosciuto come Battlehawks. Nel corso del gioco, il giocatore ha l'opportunità di: catturare nuovi aerei, o potenziare i suoi aerei già esistenti, e quelli che il gioco chiama: "i più insidiosi aeroplani del Terzo Reich." Il nemico principale del giocatore è la Luftwaffe, in particolare la controparte nemica dei Battlehawk, lo squadrone dei piloti d'élite tedeschi, nota come Nemesis (simile alla realmente esistita KG 200), comandata da Oberst Krieger. Il giocatore si ritroverà anche contro le forze dell'Impero del Giappone.
In alcuni casi, il giocatore sarà chiamato a prendere il controllo di alcune armi AA, e difendere il cielo dagli aeroplani nemici, in alcune missioni invece si prenderà posto nella torretta ventrale di un Boeing B-17 Flying Fortress, e difendere un intero squadrone di bombardieri dagli attacchi della Luftwaffe.
È da notare la presenza di alcuni velivoli rimasti allo stadio di prototipo, che effettivamente non presero mai parte ai combattimenti, o che vennero usati in numero limitato: l'XP-55 Ascender, l'XP-56 Black Bullet, il Chance-Vought Fritella Volante, lo Junkers Ju 390, ed il Daimler-Benz C. Diverse armi tedesche che non vennero mai completate o si dimostrarono un fallimento, hanno invece una parte nel gioco: ad esempio il Mistel ed il lanciamissili Wasserfall. Scoppiò anche una breve polemica che riguardava le prime anteprime del gioco, che mostravano l'asso tedesco Erich Hartmann venire rappresentato come cattivo principale. La famiglia di Hartmann minacciò un'azione legale, ma le immagini vennero rimosse e rimpiazzate con quelle di Hans-Ulrich Rudel per l'uso effettivo del gioco.

## Storia

### Personaggi
- James Chase: pilota volontario statunitense, ex-pilota della Marina americana, partito come volontario per aiutare i britannici a Dunkerque, finirà poi nello squadrone d'élite Battlehawk, di cui presto si dimostrerà un componente essenziale.
- Trevor: pilota britannico di grande talento, chiederà a Chase di entrare nei Battlehawk dopo aver visto le sue abilità in combattimento, verrà abbattuto dai Nemesis in una missione nel Pacifico, verrà creduto morto, ma ritornerà a sorpresa per assistere nuovamente Chase nei cieli norvegesi.
- Cedric: pilota membro della Resistenza francese, si unirà ai Battlehawk dopo aver impedito l'invasione della Gran Bretagna da parte delle forze tedesche, ma perirà in una missione di ricerca e distruzione di alcune fabbriche di armi segrete naziste.
- Lyle: meccanico britannico, è lui a potenziare o riparare gli aerei dei Battelhawk, in alcune missioni sfiderà Chase a fare più punti di lui, nell'abbattere più aerei nemici per esempio.
- Lydia Litvyak: pilota sovietica, alleata dei Battlehawk di cui poi ne farà parte, la si incontrerà per la prima volta alle porte di Stalingrado, dove guida alcune forze corazzate sovietiche nella cattura di un aeroporto finito in mani nemiche.
- Squadrone Eagle: squadriglia di volontari americani che come Chase hanno deciso di aiutare la Gran Bretagna contro la Germania nazista.
- Tigri Volanti: squadriglia di volontari americani in soccorso della Cina contro le forze di occupazione giapponese, aiuteranno più volte i Battlehawk contro Nemesis e i giapponesi.

### Trama
Il gioco inizia con James Chase, volontario americano in Inghilterra impegnato nella battaglia di Dunkerque, qui deve proteggere le truppe francesi e britanniche dai bombardamenti dei Stuka e dei Bf-109, qui Chase fa la conoscenza di Trevor, pilota inglese di grande talento, dopo la battaglia distrugge dei ponti per rallentare le forze di terra tedesche, successivamente si scontra con Oberst Krieger, spietato asso
tedesco, che però riesce ad abbatterlo, stupito di ciò, Trevor invita Chase a unirsi in una squadra segreta chiamata Battlehawk. La prima missione dei Battlehawk consiste nel proteggere la propria base, le città adiacenti e le stazioni radar, in questa missione riesce ad abbattere uno Ju 88 senza danneggiarlo gravemente. Con l'aereo riparato, Chase effettua una missione rischiosa: distruggere in una missione notturna le forze da sbarco tedesche attraccate in Francia, e impedire così l'Operazione Leone Marino, dopo il riuscito affondamento, Chase e Trevor, insieme ad un partigiano francese di nome Cedric, affrontano nuovamente l'Oberst Krieger che nel frattempo ha creato anch'egli una squadra speciale nota come Nemesis, ma riescono a fuggire su dei Bf-109 rubati, e tornare in Inghilterra.
La missione successiva dei Battlehawk, si svolge in Nord Africa, dove Hitler ha inviato il suo migliore generale Erwin Rommel, il compito della squadriglia è quello di affondare la nave che trasporta il generale tedesco, i Battlehawk, su dei vecchi Swordfish riescono ad affondare la nave, ma più tardi si scoprirà che il generale era già arrivato a Tripoli, la Rosa Bianca, spia inglese tra i tedeschi, viene smascherata, ed è costretta a fuggire in un vicino aeroporto, dove incontra Pauline Armstrong, una nuova pilota dei Battlehawk, con essa prende un aereo che la riporta in Gran Bretagna.
Dopo Pearl Harbor, i Battlehawk vengono inviati a dare supporto alle Tigri Volanti, impiegate contro i giapponesi nei cieli della Cina, e a fermare una tratta tra i Nemesis ed i giapponesi, le due squadriglie riescono a distruggere ciò che i tedeschi avevano portato per i giapponesi, ma i tedeschi riescono a fuggire con il loro carico su di un U-Boot.
Pauline Armstrong è stata abbattuta durante la scorsa missione, è riuscita a sopravvivere allo schianto, ma è stata fatta prigioniera in un campo per prigionieri di guerra giapponese, un C-47 Skytrain è riuscito a trovare il campo prigionieri, la missione dei Battlehawk, insieme alle Tigri Volanti è quella di riuscire a far fuggire i prigionieri, la missione riesce, e i prigionieri riescono a rubare velivoli giapponesi, da un aeroporto lì vicino, sfortunatamente i Nemesis e Krieger, fanno di nuovo la loro comparsa, il tedesco riesce ad abbattere Trevor, mentre gli altri riescono a scappare prima dell'arrivo dei rinforzi giapponesi, Pauline è rimasta ferita durante la sua permanenza nel campo prigionieri. La nave più vicino in grado di curarla è la portaerei USS Yorktown, una volta a bordo, Chase scopre che i giapponesi intendono attaccare le isole Midway, a causa della scarsita dell'equipaggio, Chase si segna nel registro di volo della Yorktown è combatte prima per proteggere l'isola dai bombardamenti giapponesi, e poi affondando le 4 portaerei giapponesi Akagi, Kaga, Sōryū, e la Hiryū.
Con la vittoria americana nel Pacifico, la Germania rappresenta una minaccia ancora maggiore, Chase viene inviato di nuovo in Europa in una missione per scortare il professor Niels Bohr, (uno scienziato danese che desidera disertare).
Dal interrogatorio col professor Bohr viene rilevato che lo U-Boot tornato dal Pacifico trasportava l'equipaggiamento necessario per produrre un bombardiere transatlantico (chiamato Ju 390) in grado di colpire obiettivi nel territorio statunitense. Bohr rivela anche che il primo prototipo è già pronto per essere testato sul fronte orientale alle porte di Stalingrado, i Battlehawk, insieme alla pilota Lydia Litvyak e all'Armata rossa catturano il campo d'aviazione dove si trova il prototipo, ma a sorpresa compaiono altri due Ju-390, che distruggono tutto il campo d'aviazione per non far cadere niente nelle mani degli Alleati, Chase, pilotando uno Šturmovik riesce ad abbatterne uno, ma l'altro riesce a fuggire, la prossima missione è all'interno della Germania, per distruggere la fabbrica dei 390.
Intanto il professor Bohr continua dare informazioni ai Battlehawk, questa volta rivela che lo Ju-390 era progettato per trasportare la prima bomba atomica sugli Stati Uniti. Rivela anche che la fabbrica Norske in Norvegia, unica in Europa, viene usata per produrre ossido di deuterio o acqua pesante, elemento essenziale per la costruzione di armi nucleari. La missione dei Battlehawk è quella di distruggere la fabbrica, a sorpresa torna anche Trevor, scappato non si sa come dai giapponesi, Chase e Trevor riescono a distruggere la fabbrica, ma mentre stanno per affondare alcuni battelli contenenti acqua pesante, vengono attaccati dai nuovi caccia a reazioni Me-262 dei Nemesis, a bordo dei loro Mosquito riescono a distruggere alcuni battelli, e incredibilmente ad abbattere qualche jet. Col programma di ricerca nucleare tedesco fermato, i Battlehawk, si ritrovano ad affrontare i nuovi caccia a reazione Me-262, velivoli rivoluzionari, che se prodotti in gran numero potrebbero significare la fine della supremazia aerea americana in Europa, Chase viene inviato a bordo di un B-17 Flying Fortress, per bombardare una base degli Me-262, quindi si paracaduta insieme alle bombe, ruba un Me-262, e torna alla base per permettere di studiarlo.
La Rosa Bianca rivela che la fabbrica di Peenemünde ha creato diverse armi di distruzione chiamate V-1 e V-2, nella distruzione di questa base però perde la vita Cedric, alleato francese dei Battlehawk.
Dopo questa missione, i Battlehawk sono inviati a distruggere un'altra fabbrica in Germania, insieme ad un campo di volo di Me 163.
Nell'ultima missione i Battlehawk prendono parte al D-Day, proteggendo le truppe americane, dalle ultime V1 e V2 e dai bombardieri tedeschi Mistel, tutto sembra procedere bene, quando all'improvviso compare Krieger su di una enorme portaerei volante chiamate Daimler-Benz C, che scorta uno Junkers Ju 390, contenente una bomba atomica da sganciare sulle forze americane, i Battlehawk dopo un duro combattimento riescono a distruggere i due colossali aerei, anche se Krieger riesce a fuggire a bordo di uno dei Heinkel He 1078 attaccati al Daimler-Benz C, maledicendo i Battlehawk.
La storia si conclude con il D-Day in un successo, Chase commenta che probabilmente i Nemesis sono ancora da qualche parte, aspettando e preparandosi al loro prossimo incontro.

## Aerei presenti nel gioco

### Aerei britannici
- Hawker Hurricane
- Supermarine Spitfire
- Fairey Swordfish
- De Havilland Mosquito
- Gloster Meteor

### Aerei tedeschi
- Messerschmitt Bf-109
- Messerschmitt Bf 110 (non pilotabile)
- Daimler-Benz C (non pilotabile)
- Messerschmitt Me 262
- Messerschmitt Me 163 Komet
- Junkers Ju 87 Stuka
- Junkers Ju 88
- Junkers Ju 390 (non pilotabile)
- Heinkel He 111 (non pilotabile)
- Heinkel He 1078
- Dornier Do 335
- Focke-Wulf Fw-190

### Aerei statunitensi
- Curtiss P-40
- Lockheed P-38
- Grumman F4F Wildcat
- Douglas SBD Dauntless
- Douglas Devastator
- Douglas C-47 (non pilotabile)
- Boeing B-17 (non pilotabile)
- North American P-51
- Curtiss-Wright XP-55
- Northrop XP-56
- Chance-Vought XF5U Frittella Volante

### Aerei giapponesi
- Mitsubishi A6M
- Mitsubishi G3M (non pilotabile)
- Aichi D3A (non pilotabile)
- Nakajima B5N (non pilotabile)

### Aerei russi[[File:
Flag of the Soviet Union (1936 – 1955).svg|class=noviewer|
Unione Sovietica (bandiera)|border|30px]]
- Ilyushin Il-2 Šturmovik

### Aerei speciali da Guerre stellari
- Caccia TIE
- Ala X